# Marta Rondoletto
Marta Rondoletto (San Miguel de Tucumán, 10 de enero de 1948), es una periodista tucumana, militante peronista y por los derechos humanos.
Desarrolló actividades como docente universitaria y pequeña empresaria de medios de comunicación (radio y diario en línea). El 2 de noviembre de 1976 su padre, su madre, hermana, hermano y cuñada, fueron secuestrados, desaparecidos y asesinados por la dictadura cívico militar,  por esto, Rondoletto es querellante en la megacausa Arsenales II-Jefatura II (desde 1984).
Integra la organización de las marchas de la Memoria, por la Verdad y la Justicia y presidenta de la Fundación Memorias e Identidades del Tucumán. También trabajó en áreas de comunicación en Radio Universidad de Tucumán, comunicación Institucional en la Facultad de Filosofía y Letras de la Universidad Nacional de Tucumán y en la Fundación para el Desarrollo de Tucumán.

## Biografía
Marta Rondoleto nació en el seno de una reconocida familia de imprenteros y desde joven desarrolló su militancia política en el peronismo. Cursando la carrera de Periodismo en la Escuela del Círculo de la Prensa, conoce a Emilio Isauro Martínez (periodista, actual propietario de Radio Metropolitana 93.5 y Tucumanhoy.com, militante peronista) con quien se casan en agosto de 1973.  En 1976, a dos meses del golpe de Estado, tanto Marta como su marido son cesanteados en sus funciones periodísticas, junto con otros veinticinco (25) trabajadores de Canal 10, días más tarde es allanada y saqueada su vivienda (29 de mayo de 1976) cuando ellos estaban fuera de la casa. Meses más tarde, el 2 de noviembre de 1976, su familia paterna es secuestrada por la dictadura cívico militar.
Marta es querellante en la megacausa Arsenales II-Jefatura II (desde 1984) por la desaparición de los 5 integrantes de su familia durante la dictadura cívico militar, organizadora de las marchas de la Memoria, por la Verdad y la Justicia; y presidenta de la Fundación Memorias e Identidades del Tucumán. Es periodista, egresada de la Escuela de Periodismo del Círculo de la Prensa (1972); Profesora en Letras graduada en la Universidad Nacional de Tucumán (1986). También se desempeña como docente en varios instituciones educativas de nivel secundario y en universidades nacionales:  Universidad Nacional de Tucumán (UNT), Universidad Nacional de Salta (UNSA) y Universidad Nacional de Jujuy (UNJU), vinculadas, a las carreras de Comunicación Social. Fue investigadora categoría III en varios proyectos en las universidades en la que trabajó. Se desempeñó en áreas de comunicación en Radio Universidad de Tucumán, treas de comunicación Institucional en la Facultad de Filosofía y Letras y en la Fundación para el Desarrollo de Tucumán. 

### Trayectoria
Militó en la Juventud Peronista y se graduó de profesora en Letras. En la década de los 70 junto a su marido Isauro Martínez, participaban de actividades públicas con fuerte orientación política, en su caso una activa vida sindical como delegada de Canal 10 de Tucumán. Como parte de la dinámica del terrorismo de Estado, fuerzas vinculadas a la dictadura cívico militar, irrumpen el 2 de noviembre en la imprenta propiedad de su familia, buscándola. La imprenta se encontraba a la par del domicilio de la familia Rondoletto. En ese accionar fuerzas de la dictadura cívico militar secuestran a su padre, el empresario gráfico Pedro Rondoletto (57 años al momento de su secuestro y desaparición); Madre, María Cenador (51 al momento de su secuestro y desaparición); Hermano: Jorge Rondoletto (24, estudiante en la UTN, al momento de su secuestro y desaparición ), Hermana: Silvia Rondoletto (26, docente y estudiante de Ciencias de la Educación, en UNT al momento de su secuestro y desaparición ), Cuñada: Azucena Bermejo de Rondoletto (23 años, profesora en Geografía, embarazada de cuatro meses al momento de su secuestro y desaparición ). Marta junto a su esposo y a su hija vivía en Buenos Aires cuando se entera del secuestro y desaparición de su familia. En 1978, los tres abandonan el país, van a Bolivia, y luego a Costa Rica, donde permanecen tres años. Vuelven a Bolivia en 1983 y a finales de ese año, regresan a Tucumán. Desde entonces, Marta e Isauro pusieron en marcha emprendimientos vinculados a la comunicación social como el portal www.tucumanhoy.com  y la radio FM Metropolitana93.5.
Rondoletto fue querellante en la megacausa Arsenales II-Jefatura II (causa que venía impulsando desde 1985). En 2013 declaró por el secuestro y desaparición de toda su familia. Marta estuvo vinculada a los organismos de derechos humanos, siendo una de las impulsoras de los juicios a los represores. En el año 2010 funda junto a otros militantes políticos y de derechos humanos, la Fundación Memorias e Identidades del Tucumán, para trabajar por los derechos humanos desde un abordaje interdisciplinario. Su incansable trabajo por develar las atrocidades de la dictadura cívico militar llevaron a Rondoletto a trabajar en diversos campos por las políticas de memoria, verdad y justicia.

### Militancia
En el campo político, fue parte de organizaciones vinculadas al Peronismo. Inicia su militancia política en la Juventud Peronista en 1972, posteriormente en la JTP (Juventud de Trabajadores Peronistas), como miembro de la Asociación de Trabajadores de Prensa (era delegada sindical de Canal 10 y posteriormente, vocal primera de la Comisión Directiva de ATP). En el año 1978, cuando deja el país por la persecución a la que estaban siendo sometida su familia, vive en Costa Rica y toma contacto con el Movimiento Peronista Montonero. En ese país, fue parte del proyecto comunicacional de “Radio Noticias del Continente” (1979-1981) cuya característica era informar de las luchas populares que se desarrollaban en Latinoamérica. En ese periodo (1978-1983) desde la Federación Latinoamericana de Periodistas y con organizaciones de derechos humanos conformadas en diferentes países europeos y latinoamericanos, denuncia en embajadas, organismos internacionales y congresos de diversas índoles, la situación de persecución, represión, cárcel y desapariciones que se vivía en el continente (tanto a argentinos, como a chilenos, uruguayos, salvadoreños, guatemaltecos, entre otros países).  
En el campo social de derechos humanos: Vuelta del exilio, se suma a las luchas que venían desarrollando en su provincia natal, Tucumán, las organizaciones de derechos humanos, Familiares de Detenidos y Desaparecidos por Razones Políticas, Movimiento Ecuménico por los Derechos Humanos y Madres de Plaza de Mayo. Fue una de las fundadoras de la Asamblea Permanente por los Derechos Humanos de Tucumán (APDH), de la Asociación de Familiares de Desaparecidos de Tucumán (FADETUC) y de la Fundación Memorias e Identidades del Tucumán (FMIT) de la que actualmente es presidenta.

## Reconocimientos
- Distinción de UMA (Unión de Mujeres Argentinas)[16] “Margarita Ponce” – 2010
- Reconocimiento a su trayectoria en medios de comunicación – COSITIMECOS1[17] - 2011
- Distinción a su compromiso y fortaleza, como trabajadora de prensa – Asociación de Prensa - 2013
- Distinción del Honorable Senado de la Nación, “Evita Compañera”[18] – 2013
- Distinción de la Municipalidad de SM de Tucumán[19] “Día Internacional de la Mujer”- 2014

## Legado
El incansable trabajo de Rondoletto junto a otras referentes y organizaciones sociales y/o políticas dio por resultado se realizaran hasta la fecha, en la provincia de Tucumán, trece juicios por delitos de lesa humanidad, y que pudieran encontrarse restos de detenidos desaparecidos en el Arsenal Miguel de Azcuénaga y en el llamado Pozo de Vargas. Asimismo Rondoletto es pionera en la articulación entre sociedad civil y Estado para las políticas de Memoria, Verdad y Justicia.